# Scapteriscus
Scapteriscus is een geslacht van rechtvleugeligen uit de familie veenmollen (Gryllotalpidae). De wetenschappelijke naam van dit geslacht is voor het eerst geldig gepubliceerd in 1868 door Scudder.

## Soorten
Het geslacht Scapteriscus omvat de volgende soorten:
- Scapteriscus abbreviatus Scudder, 1869
- Scapteriscus borellii Giglio-Tos, 1894
- Scapteriscus cerberus Rodríguez & Heads, 2012
- Scapteriscus costaricensis Nickle, 2003
- Scapteriscus didactyloides Nickle, 2003
- Scapteriscus didactylus Latreille, 1804
- Scapteriscus ecuadorensis Nickle, 2003
- Scapteriscus grossi Nickle, 2003
- Scapteriscus headsi Cadena-Castañeda, 2011
- Scapteriscus imitatus Nickle & Castner, 1984
- Scapteriscus macrocellus Nickle, 2003
- Scapteriscus mexicanus Burmeister, 1838
- Scapteriscus oxydactylus Perty, 1832
- Scapteriscus parvipennis Serville, 1838
- Scapteriscus peruvianus Nickle, 2003
- Scapteriscus quadripunctatus Nickle, 2003
- Scapteriscus riograndensis Canhedo-Lascombe & Corseuil, 1996
- Scapteriscus rodriguezi Cadena-Castañeda, 2011
- Scapteriscus saileri Nickle, 2003
- Scapteriscus tenuis Scudder, 1869
- Scapteriscus tetradactylus Perty, 1832
- Scapteriscus tibiodentalis Nickle, 2003
- Scapteriscus variegatus Burmeister, 1838
- Scapteriscus vicinus Scudder, 1869
- Scapteriscus zeuneri Rodríguez & Heads, 2012